# Sanstefanski mir
Sanstefanski mir bio je dogovor između Ruskog i Osmanskog carstva o završetku rusko-turskog rata koji se odigrao 1877. – 1878. Mir je potpisan u San Stefanu (danas Yeşilköy), naselju zapadno od Istanbula u Turskoj. Danas se 3. ožujak slavi kao nacionalni praznik u Bugarskoj.
Osmanlije su dale dijelove Armenije i Dobrudže Rusiji, pristale su platiti velike ratne odštete, priznale su Rumunjsku, Srbiji i Crnu Goru kao neovisne države, povećavši površinu Srbije i Crne Gore na uštrb Albanije. Bugarska je postala autonomna kneževina uveliko proširivši svoj teritorij, a Osmanlije su obećale provesti reforme u Bosni i Hecregovini. Mir u San Stefanu promijenio je Pariški sporazum iz 1856., dajući Rusiji veći utjecaj u jugoistočnoj Europi. Velikim silama nije se dopalo širenje ruskog utjecaja, a Srbija i Grčka su strijepile da bi priznanje Bugarske moglo zaprijetiti njihovim neovisnostima. To su bilo razlozi koji su doveli do revizije ugovora na Berlinskom kongresu 1878.